# الشروق اليومي (جريدة جزائرية)
الشروق اليومي هي صحيفة جزائرية يومية تصدر بالعربية شعارها "رأينا صواب يحتمل الخطأ ورأيكم خطأ يحتمل الصواب"، لها نسخة إلكترونية بالعربية والإنجليزية والفرنسية متوفرة على موقعها الرسمي.

## التأسيس
تأسست الجريدة سنة 1990 وكانت تسمى جريدة الشروق العربي.
تعتبر من الجرائد الجزائرية الخاصة، يبلغ سحبها اليومي حوالي 600.000 نسخة.

## وصلات أخرى

### وصلات خارجية
- الموقع الرسمي لجريدة الشروق اليومي.
- النسخة الإنجليزية للصحيفة.
- النسخة الفرنسية للصحيفة.